# Аммала (приток Чулыма)
Аммала (в верховье Бобровка) — река в Красноярском крае России, правый приток Чулыма. Устье реки находится в 1487 км от устья по правому берегу Чулыма. Протяжённость реки 23 км.

## Притоки
- 7 км: Аммала (лв)
- Грязнушка (пр)
- Иванов Ключ (лв)
- Лиственка (пр)
- Зубарев Ключ (лв)
- Ерёмин Ключ (пр)[3]

## Данные водного реестра
По данным государственного водного реестра России относится к Верхнеобскому бассейновому округу, водохозяйственный участок — Чулым от истока до г. Ачинск, речной подбассейн реки — Чулым. Речной бассейн реки — (Верхняя) Обь до впадения Иртыша.
Код водного объекта — 13010400112115200014999.